# گوبی‌بالان
گوبی‌بالان (نام علمی: Gobipterygidae) نام یک تیره از رده پرنده است.